# Episodi de I Robinson (quarta stagione)
La quarta stagione della serie televisiva I Robinson è stata trasmessa in prima visione negli Stati Uniti sul canale NBC dal 24 settembre 1987 al 28 aprile 1988. Il numero degli episodi della stagione è incerto in quanto Internet Movie Database indica 23 episodi, mentre le altre fonti ne indicano 24.
| nº  | Titolo originale             | Titolo italiano             | Prima TV USA      | Prima TV Italia |
| --- | ---------------------------- | --------------------------- | ----------------- | --------------- |
| 1   | Call of the Wild             | Due cuori e una stamberga   | 24 settembre 1987 |                 |
| 2   | Theogate                     | Un processo in famiglia     | 1º ottobre 1987   |                 |
| 3   | It Ain't Easy Being Green    | È arrivato l'autunno        | 8 ottobre 1987    |                 |
| 4   | Cliff's Mistake              | Il trapano del terrore      | 15 ottobre 1987   |                 |
| 5   | Shakespeare                  | Shakespeare                 | 22 ottobre 1987   |                 |
| 6   | That's Not What I Said       | Litigio in famiglia         | 29 ottobre 1987   |                 |
| 7   | Autumn Gifts                 | Le pasticche della duchessa | 5 novembre 1987   |                 |
| 8-9 | Looking Back                 | I ricordi del passato       | 12 novembre 1987  |                 |
| 10  | Where's Rudy?                | Zucche in gara              | 19 novembre 1987  |                 |
| 11  | Dance Mania                  | Il vecchio e il nuovo       | 3 dicembre 1987   |                 |
| 12  | The Locker Room              | L'assistente del mago       | 10 dicembre 1987  |                 |
| 13  | The Show Must Go On          | Vaudeville                  | 17 dicembre 1987  |                 |
| 14  | Bookworm                     | La riunione metaforica      | 7 gennaio 1988    |                 |
| 15  | Twinkle, Twinkle Little Star | I cimbali del veggente      | 14 gennaio 1988   |                 |
| 16  | The Visit                    | Un grande amico             | 21 gennaio 1988   |                 |
| 17  | The Drum Major               | Mazze e mazzieri            | 4 febbraio 1988   |                 |
| 18  | Waterworks                   | L'idraulico                 | 11 febbraio 1988  |                 |
| 19  | Once Upon a Time             | C'era una volta             | 18 febbraio 1988  |                 |
| 20  | Petanque                     | Donne e motori              | 25 febbraio 1988  |                 |
| 21  | Trust Me                     | L'indovinello               | 3 marzo 1988      |                 |
| 22  | Home for the Weekend         | Bentornata Denise           | 17 marzo 1988     |                 |
| 23  | The Prom                     | Ballo di fine corso         | 24 marzo 1988     |                 |
| 24  | Gone Fishin                  | Pesca a sorpresa            | 28 aprile 1988    |                 |

## Due cuori e una stamberga
- Titolo originale: Call of the Wild
- Diretto da: Jay Sandrich
- Scritto da: Gary Kott

### Trama
Sandra ed Alvin ritornano dal viaggio di nozze, ed i Robinson, per l'occasione decidono di compragli dei regali per auguragli successo nel lavoro: Cliff dona uno stetoscopio ad Alvin, mentre Clair regala una borsa di pelle alla figlia Sandra. Inaspettatamente i giovani sposi comunicano però che non hanno alcuna intenzione di continuare gli studi per la specializzazione deludendo sia Cliff che Clair. I giovani spiegano che desiderano aprire un negozio di articoli da campeggio, prendendo come esempio una coppia di amici conosciuti durante il viaggio. Non solo, per acquistare la casa Alvin farà diversi lavori. Quando Cliff e Clair vanno a vederla si rendono però conto delle sue precarie condizioni: una sola stanza arredata con vecchi mobili presi dalla spazzatura, un'insegna esterna che lampeggia continuamente, ed una stazione dei pompieri molto vicina dalla quale provengono i forti suoni delle sirene. In quell'occasione Sandra rivela poi ai genitori di aver trovato un lavoro come cameriera, dal momento che Alvin ha perso il proprio. Cliff a questo punto propone al genero di farsi aiutare economicamente, ma lui rifiuta immediatamente.

## Un processo in famiglia
- Titolo originale: Theogate
- Diretto da: Jay Sandrich
- Scritto da: John Markus

### Trama
Vanessa partecipa ad una recita teatrale, così i genitori, Rudy, Kenny e Peter sono pronti, ma Theo e Scarafaggio sono in ritardo perché, dopo la partita, si sono fermati a mangiare con la squadra. Vanessa è stata brava, ma ritornati a casa, si lamenta con Theo di aver fatto arrivare a teatro la famiglia, proprio nel momento in cui stava già cantando. Theo si giustifica dicendo che ha dovuto mangiare prima di entrare al teatro, proprio perché non aveva mangiato dopo la partita. Questa affermazione lascia perplessa Clair, che chiede spiegazioni al figlio, il quale si giustifica dando la colpa al suo allenatore, ma Clair non è convinta. Il giorno dopo, il preside cerca Theo, e lui fa di tutto per nascondere il messaggio alla madre, ma non ci riesce, e, sentendosi alle strette chiede di essere trattato da adulto e quindi di fidarsi di lui. Clair non è convinta, per cui decide di fare a modo suo, così dice a Theo che lei potrebbe sempre chiamare il preside per saperne di più, ma poi precisa che lei abitualmente non si comporta così e che preferisce risolvere la cosa trattandolo da adulto: gli consegna un'ingiunzione con cui lo accusa di aver detto una mezza verità, per cui Scarafaggio viene convocato come testimone. Clair organizza in casa un vero e proprio processo, allestisce il soggiorno come se fosse un tribunale, e, per l'occasione si veste da avvocato, Cliff da cancelliere, Vanessa da giudice e Rudy, Kenny e Peter formano la giuria. La causa ha inizio e Cliff è chiamato anche come testimone a sorpresa, mentre Scarafaggio, che è anche difensore di Theo, sembra un vero avvocato, e, quando fa cadere la colpa dell'accaduto su Cliff, Clair obietta perché è strano che i due ragazzi amando gli hamburger siano gli unici della squadra a non essere riusciti a mangiare, per cui mette in difficoltà il figlio, il quale confessa: "i due hanno deriso la ragazza del locale facendola piangere, così l'allenatore li ha fatti uscire e poi li ha espulsi dalla squadra". Clair termina la causa ricordando a tutti che lei chiede solo un po' di sincerità e quindi ritira l'accusa delle mezze verità, mentre Theo promette di andare a chiedere scusa alla ragazza.

## È arrivato l'autunno
- Titolo originale: It Ain't Easy Being Green
- Diretto da: Regge Life e Carl Lauten
- Scritto da: John Markus e Carmen Finestra

### Trama
L'episodio inizia con una scena in cui Cliff vende lo scaldabagno a cui tiene molto, anche se poi chi lo deve portare via lo dimentica in strada. Rudy, per la festa di Kenny, anche se si è in autunno, vuole per forza indossare un vestito primaverile, essendo il suo preferito, per cui Claire si arrabbia molto per la sua insistenza. Rudy allora cerca pure di imbrogliare Cliff. Intanto Vanessa presenta una sua amica ad un Robert triste, in quanto ultimamente viene sempre lasciato dalle sue ragazze. Alla fine Rudy con l'aiuto di Cliff sceglie un altro vestito, questa volta autunnale, e con una passerella improvvisata, annuncia che finalmente è giunto l'autunno, e Claire è felice, perché ha finalmente ubbidito, l'accompagna alla festa.

## Il trapano del terrore
- Titolo originale: Cliff's Mistake
- Diretto da: Regge Life e Carl Lauten
- Scritto da: Janet Leahy

### Trama
Cliff esce di casa per degli acquisti inerenti alla festa dei fantasmi per Rudy. Più tardi Jeffrey torna a riprendere un trapano che aveva prestato a Cliff. Theo prepara la festa, ma gli oggetti comprati da Cliff non fanno paura, anzi, i ragazzi sono più interessati al trapano che ha acquistato per sé. Quando Jeffrey arriva, Cliff non trova il trapano, va in cantina per cercarlo, ma trova gli amici che gli propinano uno scherzo in stile halloween. Chiede a loro di cercarlo, ma la bambina lo fa sentire in colpa, dicendogli che suo padre è affezionato a quel trapano. Jeffrey piange e gli parla del padre. Cliff prova a regalargli quello nuovo, ma l'amico lo rifiuta. Più tardi, parlando per caso del Natale, Cliff ha un ricordo, e grazie a quello trova il trapano in una scatola con su scritto "Lampadine di Natale". Cliff Lo riporta a Jeffrey che gli restituisce un ombrello che gli aveva prestato un anno prima.

## Shakespeare
- Titolo originale: Shakespeare
- Diretto da: Jay Sandrich
- Scritto da: Matt Robinson

### Trama
Theo e Walter devono studiare Shakespeare, ma lo trovano ostico e spiacevole. Cliff organizza un barbecue in giardino nonostante la temperatura sia prossima allo zero. Gli ospiti sono un professore universitario prossimo alla pensione, ed un professore di drammaturgia. La cena si svolge in casa, ed al termine, Theo e Walter rinunciano al dolce per andare a studiare il Giulio Cesare di Shakespeare e spiegano agli ospiti la loro difficoltà con questo autore. Così il drammaturgo comincia a recitare il copione della parte in questione, e così fa anche il professore. I ragazzi si divertono e dopo ciò Rudy legge loro la favola che ha appena scritto. Alla fine della serata, i due ragazzi escogitano un modo originale per imparare il brano di Shakespeare, e lo eseguono a tempo di rap.

## Litigio in famiglia
- Titolo originale: That's Not What I Said
- Diretto da: Jay Sandrich
- Scritto da: Carmen Finestra

### Trama
Cliff si reca al posto di polizia in quanto Theo è stato fermato alla guida dell'auto senza patente. Giunto a casa Cliff lo manda in camera sua per decidere con Claire l'entità della punizione, ma, a causa del nervosismo reciproco, litigano. Il giorno dopo, la mattina, litigano ancora, e, quando sono al lavoro, Cliff telefona a Claire per fare pace. Giunti a casa fanno pace e comminano la giusta punizione a Theo: può andare alla festa di una sua amica perché si è pentito, ma non potrà uscire per una settimana.

## Le pasticche della duchessa
- Titolo originale: Autumn Gifts
- Diretto da: Regge Life e Carl Lauten
- Scritto da: Matt Williams

### Trama
Rudy prende il tè con la signora Hecson, poi giocano a carte: Rudy fa la "contessa", mentre la signora fa la "duchessa", raccontando storie sugli imperatori. La signora ha un figlio che le raccomanda di prendere le medicine, ma lei si rifiuta. Intanto Alvin cerca qualcuno che provi i suoi sacchi a pelo in promozione dormendo nel giardino di casa, ma Cliff non vuole. Quando Rudy parla con Cliff della signora, lui capisce che non sta bene, va con Russell a cercare di convincerla a prendere le medicine, mettendola in guardia dei rischi che corre, ma lei si rifiuta. Allora lui racconta di tutti i personaggi colpiti da gravi malattie e lei per accontentarlo finge di prenderla. Cliff torna a casa felice per la missione compiuta, ma Rudy gli spiega che la signora lo ha imbrogliato, così torna dalla signora e la convince. Intanto, Sandra ed Alvin convincono Clair a provare il sacco a pelo. Rudy porta la signora a casa e Clair cerca di farle firmare un contratto che prevede che Rudy vada da lei ogni mattina per farle prendere la pillola, ma lei si rifiuta, così tutta la famiglia organizza una messe in scena per convincerla, la signora è piacevolmente sorpresa, si rende conto dell'ironia, per cui alla fine decide di accettare la proposta. Cliff e Clair accettano di provare i sacchi a pelo, ma in camera da letto, con le finestre aperte.

## I ricordi del passato
- Titolo originale: Looking Back
- Diretto da: Jay Sandrich
- Scritto da: John Markus, Carmen Finestra e Gary Kott

### Trama
Clair parla al telefono con Sandra riferendogli dei litigi con Alvin: è preoccupata perché dopo il litigio Alvin è uscito e non è più rientrato. In realtà è andato a casa dei Robinson. Lui si confida con loro, hanno litigato su chi doveva lavare i piatti, perché entrambi stanchi, e teme che lei non lo perdonerà. Cliff e Clair gli dicono che in effetti dovrebbe cambiare atteggiamento perché l'ultima volta che avevano litigato ha rischiato di perderla raccontandogli di quando è uscita con un altro ragazzo. Clair gli confessa che a lei non sono mai piaciuti i suoi atteggiamenti, ricordando quella volta in cui lui faceva discorsi da maschilista. Cliff fa notare che in effetti tutti i ragazzi passati da quella casa sono stati strani, ricordando il ragazzo di Denise che ascoltava il reggae, poi quello che offendeva il lavoro di Cliff e Clair. Arrivano Theo e Rudy che si uniscono a loro. Theo concorda sulla stranezza dei ragazzi delle sorelle, ma dice che anche Vanessa è strana, e spiegano ad Alvin come in quella famiglia siano tutti un po' insoliti raccontandogli di quando Theo voleva entrare nel mondo del lavoro, organizzando una messa in scena, poi il lutto di Rudy per il pesce rosso, Theo che si è bucato l'orecchio, Cliff che ha rotto la tazza preferita di Clair e poi l'ha incollata male per incolpare i figli, e poi quella volta in cui Clair sorprende Cliff mentre scavava nel centro della torta. Theo fa notare al padre che è una vergogna cercare di imbrogliare Clair, ma lei dice altrettanto a Theo ricordandogli di quando ha comprato la camicia Fiorino Valentucci. Ora Alvin ha la sensazione di conoscerli meglio e chiede perché non gli hanno mai raccontato nulla prima di sposarsi: Cliff gli risponde che temeva che non si presentasse più al matrimonio. Arriva Vanessa e raccontano di quando Clair ipotizza la sua morte e chiede a Cliff di risposarsi per il bene dei figli, come l'amico che ha sposato una donna più giovane. Poi raccontano della volta in cui Cliff e Clair sono soli in casa ed ascoltano un disco mangiando della frutta in modo romantico, e del furioso litigio tra Denise e Vanessa per un maglione e quando Cliff, impacciato nello svestire Rudy, l'ha appesa a testa in giù per i piedi, poi di quando Cliff ha intrattenuto gli amichetti di Rudy al pigiama party ed anche quando si è fatto bombardare dalle palle di neve per aiutare Theo. In questo modo Cliff vuole spiegare che per essere un buon genitore deve essere forte e continua a raccontando come ha aiutato Rudy a tirarsi su dall'influenza convincendola a bere la medicina e di quando ha spiegato a Theo l'importanza dello studio con l'esempio del Monopoli. Alvin promette che anche lui sarà aperto con i suoi figli e Clair spiega che loro li hanno sempre incoraggiati ad aprirsi e racconta di quando hanno chiesto ai ragazzi di essere sinceri con loro su tutti i loro problemi e dell'esempio che ha sconvolto Clair. Arriva Sandra che si stupisce di trovare lì anche Alvin, ora è tranquilla e i due fanno pace. Clair spiega loro che i Robinson quando si sposano lo fanno per tanto tempo e ricordano quando la famiglia ha festeggiato il quarantanovesimo anniversario di matrimonio dei genitori di Cliff.

## Zucche in gara
- Titolo originale: Where's Rudy?
- Diretto da: Tony Singletary
- Scritto da: Gary Kott

### Trama
Clair deve portare la sua zucca alla mostra delle zucche ma i figli non hanno voglia di andare per cui i genitori insistono perché li accompagnino. Durante la manifestazione, mentre Clair e Cliff sono in attesa della premiazione, Theo, Vanessa e Rudy si allontanano con la raccomandazione dei genitori di fare attenzione alla sorellina. La bambina annoiata segue un cane e finisce nel ristorante di un compagno di scuola. Intanto Vanessa e Theo si accorgono dell'assenza di Rudy e la cercano disperatamente, ma invano. Così decidono di confessare tutto ai genitori, che sanno già dove si trova, ma per dare loro una lezione fingono di essere contenti che si sia persa generando stupore nei figli.

## Il vecchio e il nuovo
- Titolo originale: Dance Mania
- Diretto da: Tony Singletary
- Scritto da: Matt Williams

### Trama
Cliff e Vanessa si confrontano sui loro metodi di calcolo e Cliff scopre che il metodo delle basi usato da Vanessa è più veloce del suo metodo tradizionale. Clair chiede a Vanessa di insegnarlo a Cliff. Intanto Theo aspira a partecipare a Dance Mania la trasmissione del momento e Clair ottiene "casualmente" 2 biglietti di ingresso e li regala a Theo, il quale invita l'amico "scarafaggio" telefonando a tutti gli amici per dirgli di guardare la puntata in cui ci sarà lui. All'ingresso dello studio c'è la selezione e solo uno dei due può entrare. Theo finge di offrire all'amico la possibilità di entrare al posto suo sperando in un rifiuto di cortesia, ma dopo svariate volte lui accetta senza obiettare e Theo resta escluso. Ci pensa poi Clair a consolare la sua delusione.

## L'assistente del mago
- Titolo originale: The Locker Room
- Diretto da: Jay Sandrich
- Scritto da: Janet Leahy

### Trama
Theo ed i suoi amici condividono i racconti delle loro conquiste, mentre Rudy si cimenta in un gioco di prestigio. Un amico di Theo vuole uscire con Vanessa, ma Theo si oppone, ma ne parla con Vanessa, poiché il ragazzo ha due anni in più di lei, così tenta di convincerla a lasciare perdere. Cliff vuole scoprire il trucco di Rudy. Theo litiga con l'amico perché fa intendere agli altri di aver fatto di più con Vanessa al cinema. Theo racconta tutto ai genitori poiché è preoccupato per la reputazione di Vanessa. L'amico gli rivela che fingeva con gli amici per non essere preso in giro e tutto si sistema. Cliff si propone come assistente di Rudy per conoscere i trucchi e la coccola per convincerla, ma lei gli fa uno scherzo.

## Vaudeville
- Titolo originale: The Show Must Go On
- Diretto da: Jay Sandrich
- Scritto da: John Markus, Carmen Finestra e Gary Kott

### Trama
Cliff porta Rudy e i suoi amici a vedere uno spettacolo, mentre Clair intanto, sta aiutando Vanessa e le sue amiche ad organizzare la campagna elettorale. Giunti a teatro, notano che non c'è nessuno. A quanto pare loro sono i primi spettatori da settimane. All'inizio dello spettacolo i bambini non si divertono perché c'è un mago incompetente e vorrebbero andarsene. Anche il secondo comico li annoia. Allora preparano un terzo numero: il presentatore si cala nei panni di un clown ed i bambini si divertono fin dal suo ingresso.

## La riunione metaforica
- Titolo originale: Bookworm
- Diretto da: Jay Sandrich
- Scritto da: Janet Leahy

### Trama
Theo batte Cliff a scacchi usando il trucco del "calcolatore di mosse". Clair ricorda a Cliff che per la serata avevano invitato il gruppo di discussione per commentare un libro che Cliff non aveva ancora letto. I ragazzi invece vanno a dormire da Sandra, che abita al quinto piano senza ascensore. Quella sera Cliff, convinto da Claire, partecipa al gruppo, ma, quando arrivano gli altri partecipanti si scopre che tutti gli altri mariti hanno rinunciato con una scusa, ed è proprio Clair a suggerire al marito di defilarsi con un pretesto, ma lui decide di restare. Contrariamente alle aspettative di Clair, Cliff si atteggia da intellettuale citando tutte le simbologie, facendo credere a tutti di aver letto il libro, e, nonostante tutto, riscuote molto successo tra le partecipanti. Intanto a casa di Sandra c'è uno strano scenario, anche se si sentono degli inquilini che litigano, i ragazzi cercano di divertirsi facendo la pizza, ma il forno è rotto, per cui devono a turno cuocerle nel microonde e provare a guardare un televisore che non funziona; più tardi, quando vanno a dormire, vengono disturbati dalla musica del ristorante e dalla luce dell'insegna fuori dalla finestra; inoltre, Vanessa è terrorizzata, crede di vedere insetti ed assassini, così Alvin li riporta tutti a casa e mentre parla con Theo in casa Robinson, rendendosi conto che Sandra lo ama poiché ha rinunciato a tutto.

## I cimbali del veggente
- Titolo originale: Twinkle, Twinkle Little Star
- Diretto da: Chuck Rallen Vinson e Carl Lauten
- Scritto da: Chris Auer (soggetto), John Markus (soggetto e sceneggiatura), Carmen Finestra (soggetto e sceneggiatura) e Gary Kott (soggetto e sceneggiatura)

### Trama
Vanessa prende in giro Theo, il quale, grazie ad un libro, è convinto che esercitandosi potrà potenziare le capacità del suo cervello fino a spostare gli oggetti con il pensiero, così finalmente potrà smettere di studiare. Intanto, Clair scopre che Rudy le ha nascosto una lettera della maestra e ne parla con Cliff. Rudy confessa di averla nascosta in un libro e spiega che la maestra la odia perché l'ha fatta sedere all'ultimo banco e perché non le fa suonare i cimbali. Vanessa mette alla prova i potenziali poteri psichici di Theo con un test di cui indovina le risposte solo alle domande che non ha letto e quando arriva una telefonata, lui indovina di chi si tratta prima di rispondere. Vanessa ne è entusiasta e cerca di farsi predire il suo futuro con i ragazzi. Rudy, invece, è preoccupata perché i genitori vanno a parlare con la maestra, che parla bene della bambina, ma c'è un problema con la lezione di musica. Il giorno in cui ha assegnato gli strumenti, Rudy era assente e non ha potuto prendere i cimbali (i piatti), che ha preso Kim, mentre a lei è rimasto il violino. La maestra spiega che fanno a rotazione e potrà suonarli quando sarà il suo turno, e chiarisce la ragione per cui l'ha fatta sedere in fondo: per fare posto ad una bambina non udente, così Cliff porta a casa il violino e riesce a convincere Rudy a suonare per lui la canzone della recita "Brilla, brilla, stellina". Clair riprende Theo perché non fa più i compiti e gli spiega che ora che ha i poteri non ne ha bisogno, perché si metterà in proprio come "Theo il veggente" e guadagnerà molti soldi, ma Vanessa torna da scuola lamentandosi delle sue predizioni, infatti, prendendole alla lettera, ha fatto una figuraccia con un ragazzo. I Robinson hanno invitato alcuni amichetti per fare le prove con Rudy, arriva Kenny che suonerà il flauto, avvisando Cliff che ha sbagliato ad invitare anche Kim, perché sicuramente litigheranno. Arriva Kim e, mentre Cliff e Kenny si recano in cucina a prendere del succo di frutta, le bambine restano sole, Kim va al bagno, e Rudy si mette a suonare i cimbali, ma Cliff la riprende e la fa smettere. Iniziano le prove musicali di "Brilla, brilla, stellina" ed ovviamente stonano.

## Un grande amico
- Titolo originale: The Visit
- Diretto da: Regge Life
- Scritto da: John Markus, Carmen Finestra e Gary Kott

### Trama
È venerdì pomeriggio e Theo si trova a scuola con gli amici, i quali decidono di andare all'ospedale a trovare Jack, un amico ricoverato a causa di un tumore. Theo inventa scuse e gli amici capiscono che lui è intimorito dalla malattia di Jack. Theo spiega che in realtà ha timore di impressionarsi. A casa Cliff si prepara uno spuntino per il lavoro, ma Clair scopre che ha nascosto due fette di torta di mele nell'insalata e corregge la situazione; nel frattempo, arriva Alvin, che in questo periodo è da solo, mentre Sandra è a Boston per una riunione con le amiche dell'università. Kenny mette in discussione la sua autorità di marito in quanto consente alla moglie di stare da sola in un'altra città. Parlando con i suoceri, Alvin finge di stare bene e di divertirsi e racconta a Cliff e Clair di non sentirsi solo, ma loro non gli credono, così Clair riesce a convincerlo a fermarsi a cena mostrandogli l'arrosto e puntando sul fatto di farle compagnia mentre Cliff è al lavoro, lui ovviamente accetta. Intanto Theo si è deciso ad andare a trovare Jack, ma è molto nervoso e titubante, e spera che l'infermiera abbia un buon motivo per non farlo entrare, l'infermiera lo nota e ne parla con Jack, così lo invitano ad entrare. Jack gli fa uno scherzo, finge di essere moribondo e lo fa avvicinare per poi rimproverarlo di non essere andato prima, con gli amici. Gli dice di trattarlo in modo normale anche se è ricoverato e finalmente Theo si tranquillizza. A casa Clair vede Alvin che pulisce la cucina e gli spiega che non è necessario trovare un pretesto per restare ancora lì da solo: finalmente Alvin confessa di sentirsi solo, ma non chiama la moglie perché teme di preoccuparla, ed alla fine accetta di fermarsi anche per la notte. In ospedale, Theo e Jack giocano a basket con il cestino, mentre Cliff entra nella stanza per calmarli e rimetterlo a letto. Arriva il nonno di Jack, il quale ha raccolto molto denaro per l'ospedale e dice che il governo dovrebbe stanziare più fondi e raccogliere soldi per sconfiggere il cancro. I ragazzi, rimasti soli, tornano a giocare, ma Jack è stanco. Jack ora è giù di morale, si chiede perché è toccata proprio a lui. Più tardi, Alvin guarda la TV con Vanessa e Rudy, ad un certo punto, visto che indossa il pigiama di Cliff, lo imita per divertire le ragazze, ma intanto Cliff e Theo rientrano alle sue spalle e nonostante i segnali delle ragazze, lui continua lo spettacolo con Cliff e Theo, che lo fissano, ma ad un certo punto Alvin si gira, li vede, e si blocca.

## Mazze e mazzieri
- Titolo originale: The Drum Major
- Diretto da: Regge Life
- Scritto da: Matt Robinson

### Trama
Cliff è in compagnia di suo padre e sta preparando una salsa piccante; intanto Vanessa si trova in soggiorno e si esercita per partecipare ad una selezione per diventare mazziere della banda e sfidare i ragazzi. Russell parla a Cliff di un suo amico musicista decidendo di andarlo a trovare. I due amici chiacchierano dei loro vecchi amici, e quando Russell gli dice che vuole restituirgli i 100 dollari che gli aveva prestato per comprare la fede alla moglie, l'amico li rifiuta dicendo che gli porterebbe sfortuna accettarli, come gli ha detto una veggente. Cliff lo invita a casa sua la sera a cena. Intanto Vanessa non è stata scelta perché è una donna e Theo che scopre che i giudici erano i suoi amici, così parla con il preside e convince i giudici a ripetere la selezione. La sera, dopo cena l'amico di Russell sta per andarsene, ma scopre che nella sua tasca ci sono i 100 dollari, ma nel frattempo Vanessa torna a casa delusa di aver fallito anche la seconda selezione e così l'uomo regala a Vanessa i soldi lasciando stupiti gli amici.

## L'idraulico
- Titolo originale: Waterworks
- Diretto da: Tont Singletary
- Scritto da: Janet Leahy

### Trama
Mentre Theo è sotto la doccia, una piastrella si stacca dal muro, e lo dice a Cliff, il quale decide di riattaccarla. Theo allarmato lo comunica a Clair, ma lei tranquillizza il figlio perché tanto è un lavoro da nulla, ed è meglio lasciargli fare quei lavori per dargli soddisfazione, e chiamare il tecnico solo nei casi più gravi. Cliff incolla la piastrella, come appreso in TV, spiegando la tecnica a Clair e Theo che lo guardano, ma questa si stacca di nuovo. Lui sostiene che allora si tratta di una perdita idraulica ed è intenzionato a bucare il muro per ripararla. Clair e Theo si allarmano e cercano un idraulico urgentemente perché temono che distrugga la casa. Clair non riesce a trovarlo, e quando telefona Sandra le racconta tutto, così la figlia le dà il numero di un idraulico di sua conoscenza. Clair e Theo attendono con ansia l'idraulico, e intanto Cliff ha già fatto la ics sul muro per bucare. Finalmente arrivano gli idraulici e corre a fermare Cliff, che ha già fatto un buco, ma lo porta in soggiorno per presentarglieli. I tre giovani sono amici di Sandra e si sono laureati a Princeton; Cliff si stupisce che facciano gli idraulici e che fra loro ci sia una ragazza, ma Clair vuole fidarsi e convince Cliff promettendogli che lui sistemerà le cose nel caso questi falliscano. Cliff osserva i lavori tutto il tempo e chiacchiera con la ragazza, le chiede perché si è laureata per poi fare altro. Lei dice che è una sua scelta e che alcune persone possono avere successo anche fuori dal proprio settore; cita dei personaggi celebri e fa notare che anche lui che è medico, ha un potenziale idraulico che vuole venire fuori. Più tardi Cliff tornando nel bagno vede Theo in canottiera e l'asciugamano al posto dei pantaloni mentre serve uno spuntino ai ragazzi con la musica ad alto volume e lo rimprovera. Il lavoro è già finito ed è perfetto, ed il conto è del 20% in meno rispetto al preventivo, così Clair pretende che il marito si scusi per non aver avuto fiducia in loro.

## C'era una volta
- Titolo originale: Once Upon a Time
- Diretto da: Tont Singletary
- Scritto da: John Markus, Carmen Finestra e Gary Kott

### Trama
Rudy racconta ai genitori la favola che ha scritto: "C'era una volta un paese felice con una fattoria in cui si coltivava un raccolto speciale, il flubarù. Tutti gli abitanti erano felici. C'era inoltre un uomo che dava sempre belle notizie alla gente, una bella fanciulla che cantava ed una bambina che amava raccogliere i fiori per regalarli a tutti. Ogni tanto organizzavano una sfilata e regalavano giocattoli per tutti, la scuola era all'aperto, senza compiti e si cantava tra una lezione l'altra; tutti cantavano insieme l'inno felice della città. Gli abitanti erano buoni e felici, ma in un paese non lontano c'era gente cattiva sempre pronta a fare la guerra, il cui re era l'uomo più temuto del paese. Un giorno il re, annoiato, decise di organizzare una guerra e consultò la maga per decider contro chi combattere. Lei suggerì come nemico la città felice, così dopo aver cantato il loro terrificante inno inviò il duca nero con un messaggio per gli abitanti della città felice che però non sapevano cosa fosse una guerra, e, consultando il dizionario fraintesero e la scambiarono per un gioco benevolo. La guerra iniziò e quando i buoni, senza spade, capirono le intenzioni del re, si rifiutarono di combattere, così il re decise di dichiarare quella terra conquistata ed il paese diventò brutto a causa delle nuove leggi in cui si dichiarava che ogni abitante della città felice era sottomesso al re cattivo. Il re imprigionò il sindaco e iniziò ad inorridire la gente cantando il suo terrificante inno. Ormai gli abitanti erano tristi, potevano coltivare solo broccoli e non il loro amato flubarù. Un giorno un giovane buono si alleò con una ragazza nemica e fu una tragedia. Così, la bambina dei fiori decise che doveva fare qualcosa e disse: "BASTA!" ai cattivi ed il racconto termina". Cliff e Clair chiedono a Rudy di continuare il racconto, ma lei dice che è finito tutto perché lo ha ordinato la bambina dei fiori e per lo stesso principio dice loro che da grande vorrà diventare il presidente del mondo per poter ordinare di non fare più le guerre. Cliff e Clair accendono la TV e con un notiziario che parla solo di guerre, invitano Rudy a sbrigarsi a crescere e diventare presidente.

## Donne e motori
- Titolo originale: Petanque
- Diretto da: Regge Life
- Scritto da: Matt Williams

### Trama
Cliff ospita un amico, con moglie e figlia. I due sono molto amici e non vedono l'ora di sfidarsi a bocce. Intanto Theo si rende conto che la figlia degli ospiti è cresciuta ed ora gli piace. Dopo cena escono in giardino a giocare nonostante il freddo, e per dimostrare di essere più forti si spogliano e giocano a maniche corte. La ragazza spiega a Theo come si scala la roccia e per provare vanno in cantina. Cliff chiama le mogli per giudicare la distanza delle bocce, ma loro si rifiutano a causa del freddo; intanto si sente un rumore e corrono in cantina: è Theo che per fare il gradasso si è arrampicato alla ringhiera ed è caduto. Alla fine della serata, l'auto dell'amico non parte ed i mariti non riescono ad aggiustarla, la ragazza è capace e si mette al lavoro, e Clair rimarca a Theo che deve ricordare che il posto della donna non è sopra il cofano come nelle riviste che legge, ma sotto il cofano, intanto gli uomini stanno a guardare sul bordo del marciapiede.

## L'indovinello
- Titolo originale: Trust Me
- Diretto da: Jay Sandrich
- Scritto da: John Markus, Carmen Finestra e Gary Kott

### Trama
Cliff è stanco per il troppo lavoro, così Clair per convincerlo a prendere qualche giorno di riposo gli concede di trasgredire alla dieta. Intanto Theo riesce a risolvere un indovinello di Vanessa, così lei chiede all'amica se ne conosce uno più difficile e lancia la sfida: la posta in gioco è su chi deve rifare il letto dell'altro, ma Theo risolve anche questo e vince. Cliff e Clair discutono di un caso di divorzio ipotizzando le gelosie reciproche. Alla fine Vanessa trova un indovinello che Theo non sa e lo propone anche a Cliff che perde a causa del ragionamento maschilista, per cui deve rifare il letto a Vanessa per due settimane.

## Bentornata Denise
- Titolo originale: Home for the Weekend
- Diretto da: Tont Singletary
- Scritto da: John Markus, Carmen Finestra e Gary Kott

### Trama
Denise sta per tornare a casa dall'università, così Clair prepara per lei dei manicaretti, mentre Cliff ha comprato dei regali. È quasi ora di cena e Denise è in ritardo. Nel frattempo è preceduta da tre amiche le quali hanno appuntamento con lei. Denise arriva, e sia Vanessa che Theo corrono ad accoglierla, ma lei saluta la famiglia per un secondo ed appena vede le amiche si rivolge solo a loro. Decide di uscire e di cenare più tardi, da sola, deludendo Clair. Il giorno dopo, arrivano moltissime telefonate per lei e Cliff prende i messaggi. Al quarto messaggio di Steve, che chiama dalla Florida, Cliff va in camera sua a chiamarla, sono le 3 del pomeriggio, ma lei non vuole alzarsi e nel sonno lo chiama Sam. Cliff la sveglia, ma lei non vuole parlare con Steve. Cliff chiede spiegazioni su Sam, ma lei assicura a Cliff che Sam è il diminutivo di Samantha, la sua compagna di stanza.Steve continua a chiamare, ma a Cliff sfugge il fatto che lei si trova in casa e deve parlargli, gli dice che non uscirà con lui perché vuole stare in famiglia, ma la gioia di Cliff si placa quando aggiunge che ha invitato le sue amiche a casa per guardare dei film. Denise lo accontenta includendo un film western che piace a Cliff. Vanessa si è messa un vestito scollato senza spalline e Cliff non vuole che esca così, ma lo ha comprato Clair e quindi lui deve lasciarla andare alla festa. Theo arriva con un'amica che va via subito e Denise e le sue amiche lo prendono in giro perché si è fatto accompagnare, e Theo rimprovera Denise per questo, ma poi si chiariscono.
Iniziato il film western, Cliff è entusiasta, ma le ragazze no e cambiano film: "Lo scienziato pazzo". Clair si unisce a loro, ma questo film piace solo alle ragazze e Cliff e Clair se ne vanno.
Il giorno dopo Cliff sorprende Rudy e Vanessa che guardando quel film, ma lui spegne perché non vuole che guardino i film demenziali.
Tutti in famiglia si lamentano che Denise non ha trascorso un minuto con loro e ormai è ora di ripartire; proprio in quel momento, lei torna a casa e corre come un razzo a fare i bagagli. Cliff organizza uno scherzo. Lei scende e fanno finta di non vederla, lei si stupisce perché nessuno vuole salutarla perché ognuno è impegnato in qualche altra cosa di più importante e lei resta di stucco, si agita e chiede spiegazioni perché starà via per mesi.
Intuisce che si tratta di uno scherzo, ma non ottiene risposta, così esce e poi rientra, e spiega che ha tanti amici che volevano salutarla per il suo ritorno e lo scherzo finisce e si salutano.

## Ballo di fine corso
- Titolo originale: The Prom
- Diretto da: Tony Singletary
- Scritto da: Janet Leahy

### Trama
Manca poco al ballo di fine corso a cui parteciperanno Vanessa e Theo. Una mattina Clair rivela alle figlie Vanessa e Rudy che da giovane si è persa il ballo di fine corso perché Cliff aveva un esame importante all'università. Le ragazze, credendo che la madre abbia sofferto per questo, rinfacciano tutto a Cliff e gli suggeriscono di organizzarle un ballo a casa per farsi perdonare, proprio nella stessa sera di quello scolastico. La sera del ballo Theo e Vanessa escono, ma per Theo sarà un disastro perché, cercando di fare bella figura con le ragazze, manda a monte la sua serata.

## Pesca a sorpresa
- Titolo originale: Gone Fishin
- Diretto da: Tony Singletary
- Scritto da: John Markus, Carmen Finestra e Gary Kott

### Trama
Theo e Cliff vanno a pescare. Theo pesca un cadavere e diventa una celebrità. È felice che i giornalisti arrivano a casa sua per intervistarlo. Intanto Rudy e Kenny trovano nel giardino un nido e lo mostrano ai giornalisti. Theo telefona a tutti gli amici per invitarli a guardare la sua intervista in TV, ma scopre che la sua intervista è durata pochissimo tempo, la maggior parte del tempo è stato dedicato a Rudy e agli uccellini salvati.